# Phasmatidae
I Phasmatidae Leach, 1815 sono una famiglia di insetti stecco (ordine Phasmatodea). Appartengono alla superfamiglia Anareolatae del sottordine Verophasmatodea.
Come molti dei loro parenti, i Phasmatidae sono in grado di rigenerare gli arti e si riproducono comunemente per partenogenesi. Nonostante il loro aspetto bizzarro e persino minaccioso, sono innocui per l'uomo.
I Phasmatidae contengono alcuni dei più grandi insetti esistenti. L'insetto stecco gigante di Chan (Phobaeticus chani), recentemente scoperto, della sottofamiglia Clitumninae (a volte posto all'interno di Phasmatinae) può raggiungere una lunghezza totale di oltre 50 centimetri; è l'insetto vivente più lungo conosciuto.

## Sottofamiglie
Seguendo gli studi del Phasmid Study Group, nei Phasmatidae sono riconosciute nove sottofamiglie. Altri studi differiscono, a volte riconoscendone solo sei.
I Lonchodinae sono stati storicamente spesso collocati nei Diapheromeridae, l'altra famiglia degli Anareolatae. I Phasmatinae sono spesso ampliati per includere le due tribù qui separate come Clitumninae, mentre gli Extatosomatinae possono essere similmente inclusi nei Tropidoderinae come tribù.
Il Fasmid Species File attualmente elenca:
- Cladomorphinae (trovati in: Sud America, Madagascar, Giava, Sulawesi)
- Clitumninae (talvolta collocati in Phasmatinae)
- Extatosomatinae: contiene un singolo genere: Extatosoma Gray, 1833 (trovato in Australasia)
- Lonchodinae (talvolta collocati in Diapheromeridae: ora include Eurycanthinae)
- Megacraniinae (Asia, Australasia)
- Pachymorphinae
- Phasmatinae (talvolta include Clitumninae)
- Platycraninae (Asia, Australasia)
- Tropidoderinae (talvolta include Extatosomatinae)
- Xeroderinae

Inoltre è nota la sottofamiglia estinta Echinosomiscinae dal genere Echinosomiscus dalle ambre birmane.
Inoltre, un certo numero di taxa Phasmatidae sono qui considerati incertae sedis:
- Tribù Achriopterini (Africa, Madagascar)
  - Achrioptera Coquerel, 1861
  - Glawiana Hennemann & Conle, 2004
- Incertae sedis
  - Monoiognosis Cliquennois & Brock, 2004 (Mauritius)
  - Spathomorpha Cliquennois, 2005 (Madagascar)

Di conseguenza, numerosi taxa vengono trasferiti o riassegnati in altri generi, il che si traduce in 22 combinazioni o status di generi e nuove specie.

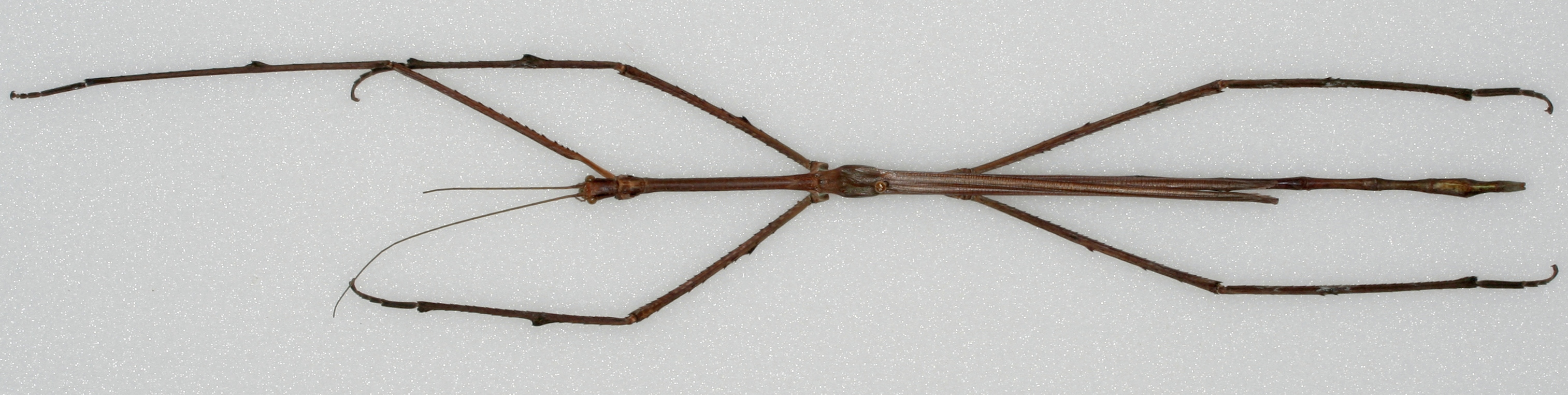
Esemplare maschio di insetto stecco gigante di Chan (Phobaeticus chani), la specie di insetti più lunga del mondo